# Arrondissement di Morlaix
L'arrondissement di Morlaix è un arrondissement dipartimentale della Francia situato nel dipartimento del Finistère, nella regione della Bretagna.

## Storia
Fu creato nel 1800 sulla base dei preesistenti distretti.

## Composizione
L'arrondissement è composto da 60 comuni raggruppati in 10 cantoni.

### Cantoni
- Cantone di Landivisiau
- Cantone di Lanmeur
- Cantone di Morlaix
- Cantone di Plouescat
- Cantone di Plouigneau
- Cantone di Plouzévédé
- Cantone di Saint-Pol-de-Léon
- Cantone di Saint-Thégonnec
- Cantone di Sizun
- Cantone di Taulé

### Comuni
| 1. Bodilis (29010)                     | 2. Botsorhel (29014)                | 3. Carantec (29023)                     | 4. Cléder (29030)              |
| 5. Commana (29038)                     | 6. Garlan (29059)                   | 7. Guerlesquin (29067)                  | 8. Guiclan (29068)             |
| 9. Guimaëc (29073)                     | 10. Guimiliau (29074)               | 11. Henvic (29079)                      | 12. Lampaul-Guimiliau (29097)  |
| 13. Landivisiau (29105)                | 14. Lanhouarneau (29111)            | 15. Lanmeur (29113)                     | 16. Lannéanou (29114)          |
| 17. Le Cloître-Saint-Thégonnec (29034) | 18. Le Ponthou (29219)              | 19. Loc-Eguiner-Saint-Thégonnec (29127) | 20. Locmélar (29131)           |
| 21. Locquirec (29133)                  | 22. Locquénolé (29132)              | 23. Mespaul (29148)                     | 24. Morlaix (29151)            |
| 25. Pleyber-Christ (29163)             | 26. Plouescat (29185)               | 27. Plouezoc'h (29186)                  | 28. Plougar (29187)            |
| 29. Plougasnou (29188)                 | 30. Plougonven (29191)              | 31. Plougoulm (29192)                   | 32. Plougourvest (29193)       |
| 33. Plouigneau (29199)                 | 34. Plounéour-Ménez (29202)         | 35. Plounéventer (29204)                | 36. Plounévez-Lochrist (29206) |
| 37. Plourin-lès-Morlaix (29207)        | 38. Plouvorn (29210)                | 39. Plouzévédé (29213)                  | 40. Plouégat-Guérand (29182)   |
| 41. Plouégat-Moysan (29183)            | 42. Plouénan (29184)                | 43. Roscoff (29239)                     | 44. Saint-Derrien (29244)      |
| 45. Saint-Jean-du-Doigt (29251)        | 46. Saint-Martin-des-Champs (29254) | 47. Saint-Pol-de-Léon (29259)           | 48. Saint-Sauveur (29262)      |
| 49. Saint-Servais (29264)              | 50. Saint-Thégonnec (29266)         | 51. Saint-Vougay (29271)                | 52. Sainte-Sève (29265)        |
| 53. Santec (29273)                     | 54. Sibiril (29276)                 | 55. Sizun (29277)                       | 56. Taulé (29279)              |
| 57. Tréflaouénan (29285)               | 58. Tréflez (29287)                 | 59. Trézilidé (29301)                   | 60. Île-de-Batz (29082)        |